# La Niña de los Peines
Pastora María Pavón Cruz (Sevilla, 10 de febrer de 1890-Sevilla, 26 de novembre de 1969), més coneguda mundialment com La Niña de los Peines va ser i és, una de les millores cantaoras contemporaniès de flamenc de tota la història i un dels 100 personatges més importants de tot el segle XX.

## Vida i obra
Gitana de naixement, el seu pare va ser el cantaor Francisco Pavón Cruz, conegut com «El Paiti», natural d'El Viso del Alcor, encara que es va criar a Tocina, i la seva mare va ser Pastora Cruz Vargas, natural d'Arahal, i els seus dos germans, Tomás Pavón i Arturo Pavón, també van ser cantaors molt reputats de flamenc.
Als vuit anys va realitzar la seva primera actuació pública, quan va ser contractada en una caseta de la Fira de Sevilla per a substituir el seu germà gran. En 1901 va debutar a Madrid, en el Cafè del Brillante, on va conèixer Ignacio Zuloaga que la va convèncer per a actuar a Bilbao al Café de las Columnas.

A partir de llavors se la va començar a conèixer-la com La Niña de los Peines per uns tangos que interpretava sovint i que, no obstant això, mai va gravar en disc malgrat les insistències de les cases discogràfiques:
| « | Péinate tú con mis peines, que mis peines son de azúcar, quien con mis peines se peina, hasta los dedos se chupa. Péinate tú con mis peines, mis peines son de canela, la gachí que se peina con mis peines, canela lleva de veras. | » |

Al juny de 1922 va participar com a membre del jurat en el Concurs de Canto flamenco de Granada, en el qual el gran Antonio Chacón va oficiar com a president.
Va ser amiga de Manuel de Falla, Julio Romero de Torres, que la va pintar en un dels seus llenços i Federico García Lorca, a qui va conèixer a casa de La Argentinita. García Lorca la va citar poèticament en els seus escrits. «Jugaba con su voz de sombra, con su voz de estaño fundido, con su voz cubierta de musgo».
Va viatjar per tota la geografia espanyola compartint escenari amb els artistes flamencs més famosos del moment, entre els quals els cantaors Manolo Caracol, Pepe Marchena i Antonio Chacón, o els guitarristes Ramón Montoya i Melchor de Marchena, entre molts altres.

Posseïdora d'una gran intel·ligència natural malgrat mancar de qualsevol tipus d'estudi, va profetitzar ja el 1934 el canvi en els gustos del públic: 
| « | «No em puc queixar del públic, però veig que el cant va per mal camí. A la gent ara no li agrada més que el cant dolent». | » |

Després del parèntesi de la guerra civil va continuar la seva activitat amb diversos espectacles com ''Las calles de Cádiz'' de Concha Piquer o ''España i su cantaora'', que es va estrenar a Sevilla amb gran èxit.
El 1961 se li va rendir un homenatge nacional a Còrdova amb la participació entre altres d'Antonio Mairena i Juan Talega. El 1968 va ser inaugurat un monument en honor seu, situat a l'Alameda de Hércules (Sevilla), obra de l'escultor Antonio Illanes. Més tard se'n va realitzar un altre com a reconeixement de la població d'Arahal, localitat a la qual va estar vinculada per la seva mare.
Va morir a Sevilla el 26 de novembre de 1969, poc després que el seu marit, el també cantaor Pepe Pinto, amb qui s'havia casat el 1931.
L'any 2010 es va inaugurar el Museo de la Mujer en el Flamenco d'Arahal, on Pastora Pavón compta amb un espai propi.

## Obra

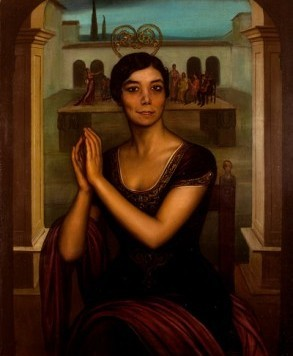
La Niña de los Peines. Julio Romero de Torres. 1917-1918

Va destacar principalment pels seus tangos, peteneras, bulerias i soleares, encara que realment va ser una cantaora molt completa que va dominar tots els pals del flamenc i va crear estils nous com la bambera. Dins de les diferents modalitats de soleàs que interpretava, cal destacar la de Mercè la Serneta, a qui havia conegut en la seva joventut.
La Junta d'Andalusia ha declarat la seva veu bé d'interès cultural. Entre el 1910 i el 1950 va gravar 258 cants en discos de pissarra que el 2004 es van publicar en forma de 13 discos compactes. La tasca de recuperació va ser possible gràcies al Centro Andaluz de Flamenco, depenent de la Conselleria de Cultura de la Junta d'Andalusia, que té la seu a Jerez de la Frontera. En aquest treball van participar un grup de 30 persones, entre les quals 12 investigadors, durant vuit mesos. Aquests enregistraments són un autèntic tresor musical i compten amb l'acompanyament a la guitarra de Ramon Montoya, Niño Ricardo, Manolo de Badajoz, Antonio Moreno, Lluís Molina, Currito de la Jeroma i Melchor de Marchena.

## Lletres
A tall d'exemple, s'exposen algunes de les lletres dels cants interpretats per La Niña de los Peines:
| Petenera | Taranta | Soleares | Sevillana |
| --- | --- | --- | --- |
| Quisiera yo renegar de este mundo por entero, volver de nuevo a habitar ¡mare de mi corazón! volver de nuevo a habitar, por ver si en un mundo nuevo encontraba más verdad. | Yo vi a mi madre morir y no me quiero acordar fue tanto lo que sufrí que, en vez de echarme a llorar mi llanto rompió en reír | Hasta la fe del bautismo la empeñé por tu querer por tu querer la empeñaba ahora te vas y me dejas que te castigue Undebé[nota 1] | Que tu palmito -mi arma- que tu palmito Que tu palmito va diciendo tu "mare" -ole- que tu palmito hace tiempo lo guarda -mi vida- -pa’ un señorito.- |
Nota1. 